# Zofia Dołęga
Zofia Maria Dołęga – polska psycholog, dr hab. nauk humanistycznych, profesor nadzwyczajny i prodziekan Wydziału Zamiejscowego w Katowicach SWPS Uniwersytetu Humanistycznospołecznego z siedzibą w Warszawie.

## Życiorys
Obroniła pracę doktorską, 1 lipca 2004 habilitowała się na podstawie pracy zatytułowanej Samotność młodzieży - analiza teoretyczna i studia empiryczne. Została zatrudniona na stanowisku profesora w Katedrze Pedagogiki na Wydziale Zarządzania, Informatyki i Nauk Społecznych Wyższej Szkole Biznesu w Dąbrowie Górniczej, oraz w Instytucie Neofilologii na Wydziale Nauk Humanistycznych Akademii Polonijnej w Częstochowie i profesora nadzwyczajnego w Instytucie Psychologii na Wydziale Pedagogiki i Psychologii Uniwersytetu Śląskiego w Katowicach.
Jest profesorem nadzwyczajnym i prodziekanem na Wydziale Zamiejscowym w Katowicach SWPS Uniwersytetu Humanistycznospołecznego z siedzibą w Warszawie.